# Aldan (città)
Aldan in russo Алдан? è una città della Russia orientale in Jacuzia.
Sorge sull'omonimo fiume.

## Storia
Fu fondata dal governo sovietico nel 1923 con il nome di Nezametnyj (in russo Heзaметный?) e ricevette lo status di città nel 1936, contestualmente all'acquisizione del nome con cui è oggi nota.

## Trasporti
La città è servita dall'aeroporto di Aldan, con voli di linea verso il capoluogo Jakutsk e verso le città Učur e Kutana effettuati dalla compagnia aerea russa Polar Airlines.